# 博利亞奇夫
50°12′29″N 29°21′57″E / 50.20806°N 29.36583°E
博利亞奇夫（烏克蘭語：Болячів）是烏克蘭北部的村莊，隸屬日托米爾州的日托米爾區。該村處於茲德尼日河畔，始建於1581年，面積17.34平方公里，海拔高度181米，2001年人口169。